# Газети Закарпатської області
Каталог газет, які видаються на Закарпатті
| Назва газети                    | Адреса                                                                        |
| ------------------------------- | ----------------------------------------------------------------------------- |
| Вісник Хустщини                 | 90400, Хустський район р-н, Хуст, вул. Корятовича, 3                          |
| Вісті Свалявщини                | 89300, Свалявський район р-н, Свалява, вул. Головна, 1                        |
| Вісті тижня                     | 88000, Ужгород, вул. Капушанська, 145                                         |
| Вісті Ужгородщини               | 88000, Ужгород, вул. Собранецька, 84                                          |
| Голос верховини                 | 89100, Воловецький район р-н, Воловець, вул. Зарічна, 2                       |
| Голос Карпат. ІНФО              | 90300, Виноградів, вуд. Комунальна / І.Франка, б/н, офіс 1                    |
| День                            | 88000, Ужгород, вул. Другетів, 94                                             |
| Дружба                          | 90500, Тячівський район р-н, Тячів, вул. Леніна, 41                           |
| Європа-центр                    | 88000, Ужгород, вул. Корятовича, 5                                            |
| Закарпатська правда             | 88011, Ужгород, вул. Гагаріна, 42, к. 1                                       |
| АІР                             | 90300, Виноградівський район р-н, Виноградів                                  |
| Афіша Закарпаття                | 88000, Ужгород, пл. Корятовича, 13/12                                         |
| Берегово                        | 90200, Берегівський район р-н, Берегово, вул. Богдана Хмельницького, 7        |
| Бонус+TV                        | 89600, Ужгород, вул. Ерделі, 1/2                                              |
| Верховина                       | 90000, Міжгірський район р-н, Міжгір'я, вул. Шевченка, 80                     |
| Відомості міліції               | 88000, Ужгород, вул. Ракоці, 15                                               |
| Вісник Берегівщини              | 90200, Берегівський район р-н, Берегово, вул. Кобилянської, 21                |
| Вісник Свалявщини               | 89300, Свалявський район р-н, Свалява, вул. Головна, 1                        |
| Закарпатські оголошення         | 88000, Ужгород, пл. Корятовича, 2/6                                           |
| Зоря Рахівщини                  | 90600, Рахівський район р-н, Рахів, вул. Вербник, 2                           |
| Інформ медіа                    | 89600, Мукачівський район р-н, Мукачево, вул. Недецеї, 39                     |
| Калейдоскоп                     | 88001, Ужгород, вул. Тельмана, 98                                             |
| КАРПАТІ ІГАЗ СО                 | 88011, Ужгород, вул. Гагаріна, 42/1                                           |
| Карпатська зірка                | 89000, Великоберезнянський район р-н, Великий Березний, вул. Шевченка, 27/112 |
| Карпатська Україна              | 88001, Ужгород, пров. Навої, 3, к. 1                                          |
| Максимум                        | 88011, Ужгород, вул. Гагаріна, 101/714                                        |
| Меркурій                        | 89600, Мукачівський район р-н, Мукачево, вул. Валенберга, 14                  |
| Молодь Закарпаття               | 88011, Ужгород, вул. Гагаріна, 42, к. 1                                       |
| Моя новинка                     | 88000, Ужгород, пл. Кирила та Мефодія, 5, к. 220                              |
| Народне слово                   | 89200, Перечинський район р-н, Перечин, вул. Жовтнева, 93                     |
| Наш час                         | 88000, Ужгород, вул. Шумна, 25                                                |
| Неділя                          | 88000, Ужгород, пл. Корятовича, 2 оф. 6                                       |
| Нове життя                      | 90100, Іршавський район р-н, Іршава, вул. Гагаріна, 38                        |
| Новини Виноградівщини           | 90300, Виноградівський район р-н, Виноградів, вул. Миру, 39                   |
| Новини Закарпаття               | 88008, Ужгород, пл. Народна, 4                                                |
| Паланок                         | 89600, Мукачівський район р-н, Мукачево, пров. Генерала Петрова, 22, к. 12    |
| Приватний підприємець Балог А.І | 89500, Ужгородський район р-н, Чоп, вул. Туряниці, 1                          |
| Профвидав                       | 88000, Ужгород, вул. Боженка, 26                                              |
| Репортер                        | 88000, Ужгород, наб. Православна, 11                                          |
| РІО                             | 88000, Ужгород, вул. Белінського, 24                                          |
| Світогляд                       | 88000, Ужгород, пров. Театральний, 15, к. 2                                   |
| Скарбничка                      | 89600, Мукачівський район р-н, Мукачево, вул. Московська, 6                   |
| Соціал-демократ                 | 88000, Ужгород, вул. Театральна, 11                                           |
| Срібна Земля                    | 88000, Ужгород, вул. Гойди, 4                                                 |
| Срібна Земля — Фест             | 88011, Ужгород, вул. Гагаріна, 42, к. 1                                       |
| Старий Замок — Паланок          | 89600, Мукачівський район р-н, Мукачево, вул. Ярослава Мудрого, 17            |
| Мукачево                        | 89600 м. Мукачево, вул. Яр. Мудрого, 5-А                                      |
| Тиждень-преС                    | 88000, Ужгород, вул. Белінського, 24                                          |
| Тур прес                        | 89200, Перечинський район р-н, Перечин, вул. Жовтнева, 93                     |
| Ужгород                         | 88000, Ужгород, вул. Ракоці, 2                                                |
| Фест                            | 88011, Ужгород, вул. Гагаріна, 42/1                                           |
| Хроніка угорців України         | 90200, Берегівський район р-н, Берегово, вул. Богдана Хмельницького, 8        |